# کازوشی کیمورا
کازوشی کیمورا (به انگلیسی: Kazushi Kimura) بازیکن فوتبال اهل ژاپن و عضو تیم ملی فوتبال ژاپن است که در تاریخ ۳۱ مه ۱۹۷۹ میلادی اولین بازی ملی‌اش را انجام داد. او در ۵۴ بازی ملی حضور داشت و آخرین بازی ملی خود را در تاریخ ۲۸ سپتامبر ۱۹۸۶ میلادی انجام داد. کازوشی کیمورا در بازی‌های ملی‌اش
۲۶ گل به ثمر رساند.